# Macaroni (mode)
 For alternative betydninger, se Macaroni (flertydig). (Se også artikler, som begynder med Macaroni)
Macaroni, modestil i 1700-tallet. Omtales i sangen Yankee Doodle.
- Wikimedia Commons har flere filer relateret til Macaroni (mode)

| Mode | Spire Denne artikel om mode er en spire som bør udbygges. Du er velkommen til at hjælpe Wikipedia ved at udvide den. |